# Retsjytsa

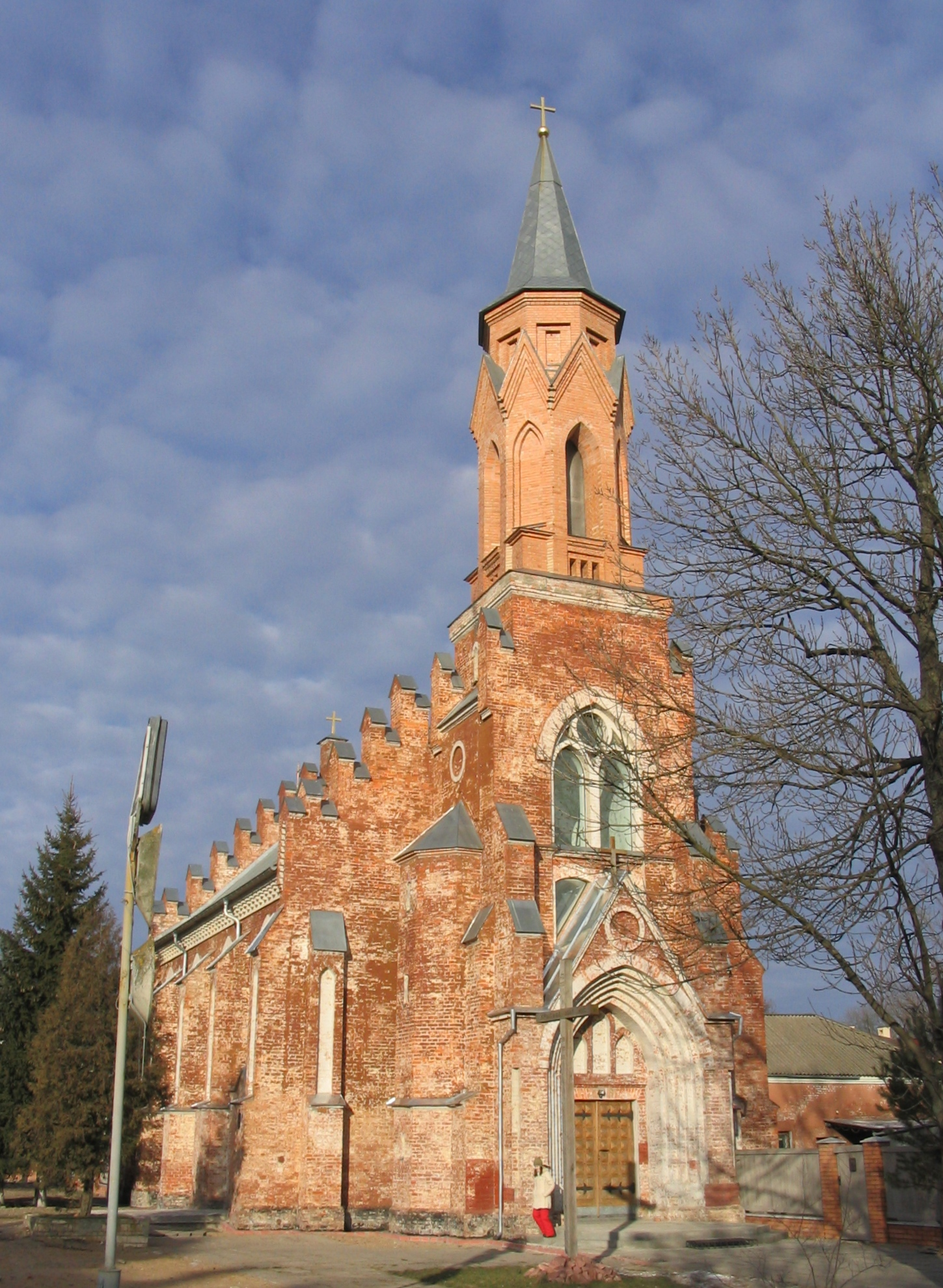
R.K. Kerk in Retsjytsa

Retsjytsa (Wit-Russisch: Рэчыца) is een Wit-Russische stad in de Oblast Homel.
De stad is gelegen aan de rivier de Dnjepr waar de rivier de Retsjytsa in de Dnjepr uitmondt. Retsjytsa is een van de oudste steden in Wit-Rusland en de eerste nederzettingen op deze plaats stammen uit het mesolithicum. In 1213 verkreeg het stadsrechten.

## Geschiedenis
Retsjytsa is een van de oudste steden van Wit-Rusland. De eerste vestigingen in de regio worden gedateerd op het mesolithicum in de 9e-5e eeuw v.Chr. De stad wordt voor het eerst genoemd in de kroniek van Novgorod in 1213 als behorend bij het prinsdom Tsjernikiv. Retsjytsa werd ook bestuurd door groothertogen vanuit Kiev en Toerov. Tijdens de heerschappij van Gediminas (1311–1341) werd de plaats geannexeerd door het grootvorstendom Litouwen. Samen met andere plaatsen vormde het een goed verdedigbaar grensgebied langs de Dnjepr.
Grootvorst Vytautas regeerde van 1392–1430. Hij liet een versterkt kasteel met vijf torens bouwen aan de oever van de Dnjepr. In die tijd had de stad drie verdedigingslinies bestaande uit grachten, wallen en bastions. In 1561 kreeg de stad ten dele Maagdenburgse stadsrechten.
In het midden van de 17e eeuw werd Retsjytsa grotendeels verwoest in de Kozakkenoorlog van 1648–1651. Na de wapenstilstand van Anrusovo werd de stad deel van het Pools-Litouws Gemenebest. In 1793 werd Retsjytsa tijdens de Poolse delingen aan Rusland toebedeeld en kwam in de provincie Minsk te liggen. Tijdens de oorlog met Napoleon in 1812 werd het de tijdelijke woonplaats van de gouverneur van Minsk.

### Joodse gemeenschap
In Retsjytsa woonde een van de oudste Joodse gemeenschappen van Wit-Rusland, later werd het een centrum voor Chassidische Joden. In 1648 werden door kozakken veel Joden vermoord. De Joodse bevolking telde in 1766 een aantal van 133 personen, toenemend tot 1268 in 1800 (twee derde van de totale bevolking). In 1897 was het aantal Joden 5.334 of 57% van de totale bevolking. Aan het begin van de Eerste Wereldoorlog bedroeg het aantal vermoedelijk 7.500.

### Tweede Wereldoorlog
Op 23 augustus 1941 werd de stad door de Duitsers bezet en in november werden de 3000 nog aanwezige Joden in een getto ondergebracht. Op 25 november 1941 werden ze vermoord. In november 1943 werd de stad door het Rode Leger bevrijd. Na de oorlog keerden enkele Joden terug. Er was geen synagoge, in 1970 werd de Joodse bevolking op ongeveer 1000 geschat. In de jaren 1990 emigreerden de meesten naar Israël en het westen.

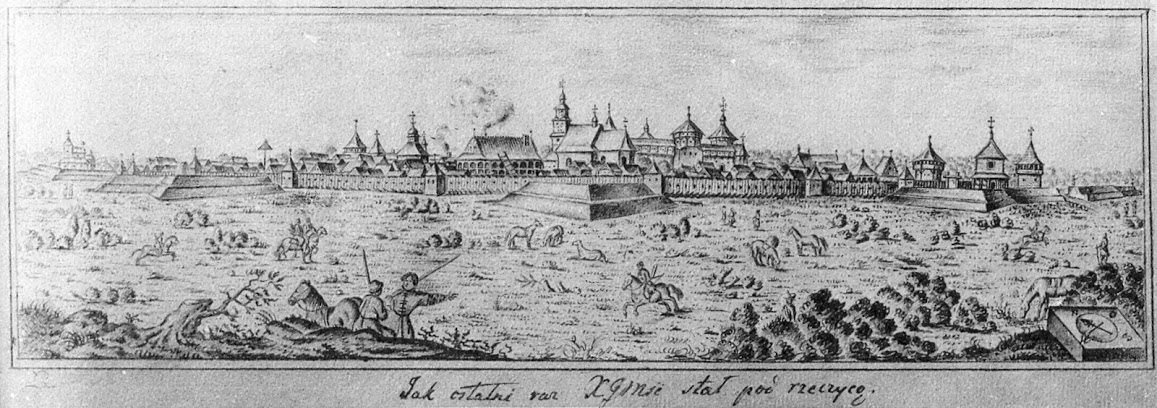
Retsjytsa. Gravure van Abraham van Westerveld, midden 17e eeuw

## Economie
In 1964 werd in de omgeving olie ontdekt. Er werden fabrieken gebouwd voor de verwerking van aardolie en aardgas. Ook een aantal ondersteunende afdelingen van de oliemaatschappij Belorusneft is in Retsjytsa gevestigd, zoals die voor de bouw van de benodigde apparatuur en die voor seismisch onderzoek.
In Retsjytsa geproduceerde goederen vinden hun weg naar leden van de GOS en andere landen. Er worden onder andere voedingsmiddelen, meubels en bier geproduceerd, die ook naar West-Europese en Afrikaanse landen worden geëxporteerd. In 2008 werd door Heineken een meerderheidsaandeel in de brouwerij genomen.

##### Verkeer
Retsjytsa ligt nabij een kruising van belangrijke wegen. De M-10 loopt dicht langs de stad en geeft naar het westen verbinding met Kobrin en Brest, naar het oosten met Homel en Brjansk in Rusland. Op 15 km afstand ligt de E-95 die naar het zuiden verbinding geeft met Kiev en naar het noorden met de Wit-Russische hoofdstad Minsk.
Een spoorlijn verbindt de stad met Brest, Warschau en verder naar West-Europa; in oostelijke richting met Homel, Brjansk en Moskou.

## Bezienswaardigheid
De bouw van de Orthodoxe Kerk van de Hemelvaart begon in 1842. In 1843 stortte de klokkentoren in aanbouw in waarbij de kerk beschadigd raakte. Door geldgebrek begon het herstel pas in 1864, in 1872 werd de kerk ingewijd. In 1934 kreeg het gebouw een andere bestemming, delen werden gesloopt. In 1999 begon de restauratie, in juli 2003 werd de kerk opnieuw ingewijd. De bouwstijl is laat-classicistisch, de kerk is uitgevoerd met een tentdak. Binnen is een iconostase met 24 iconen en twee relikwieën: ter ere van St. Nikolaas en van de Moeder van God van Kazan.

## Geboren
- Vasil Kiryjenka (1981), wielrenner

## Afbeeldingen

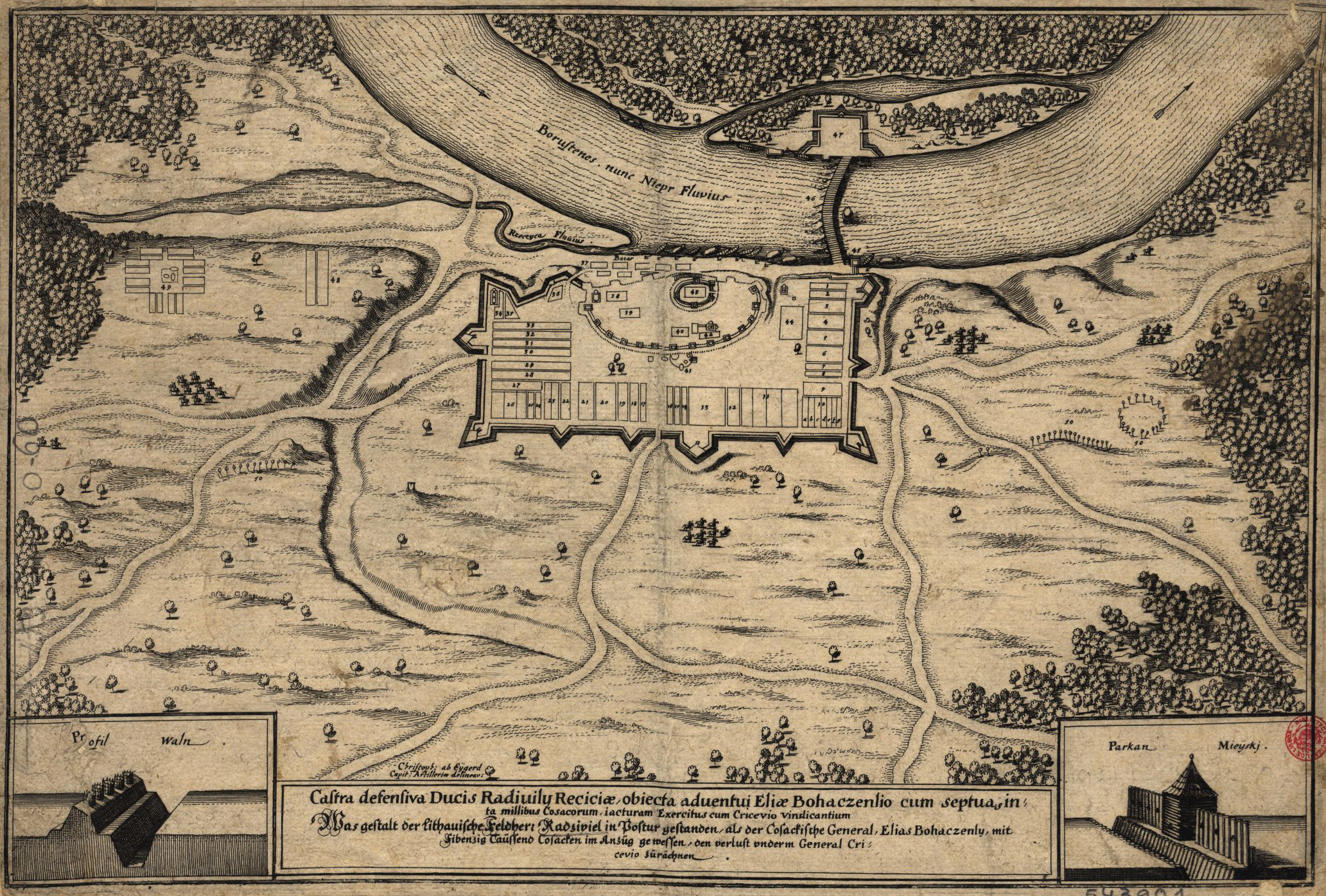
Gravure uit midden 17e eeuw
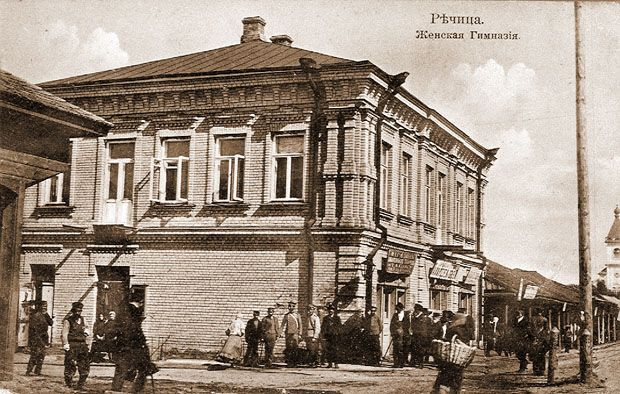
Gymnasium voor meisjes (1914).
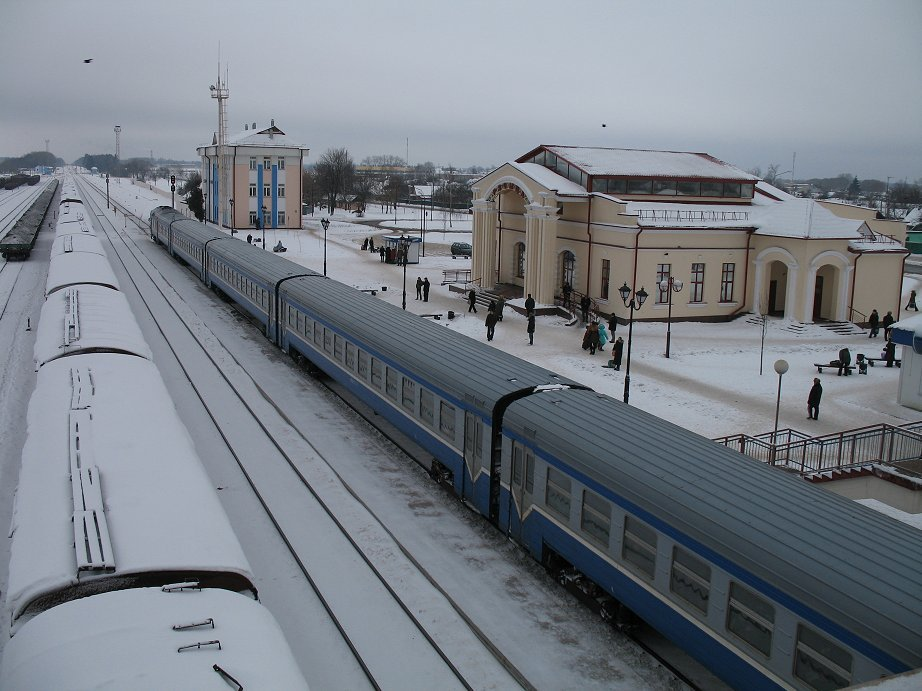
Spoorwegstation Retsjytsa
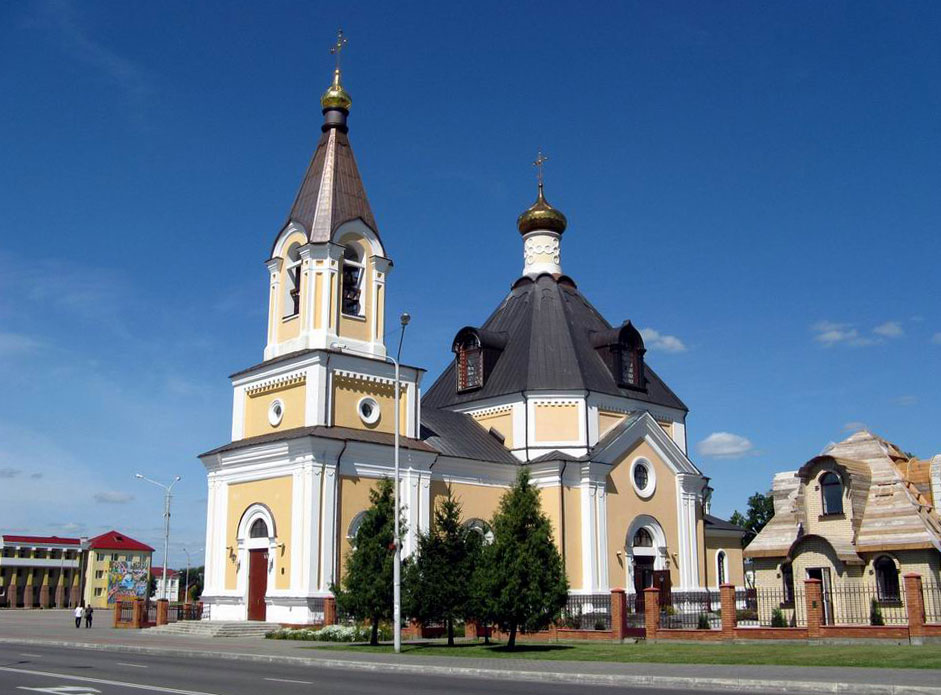
Orthodoxe kerk van de Hemelvaart
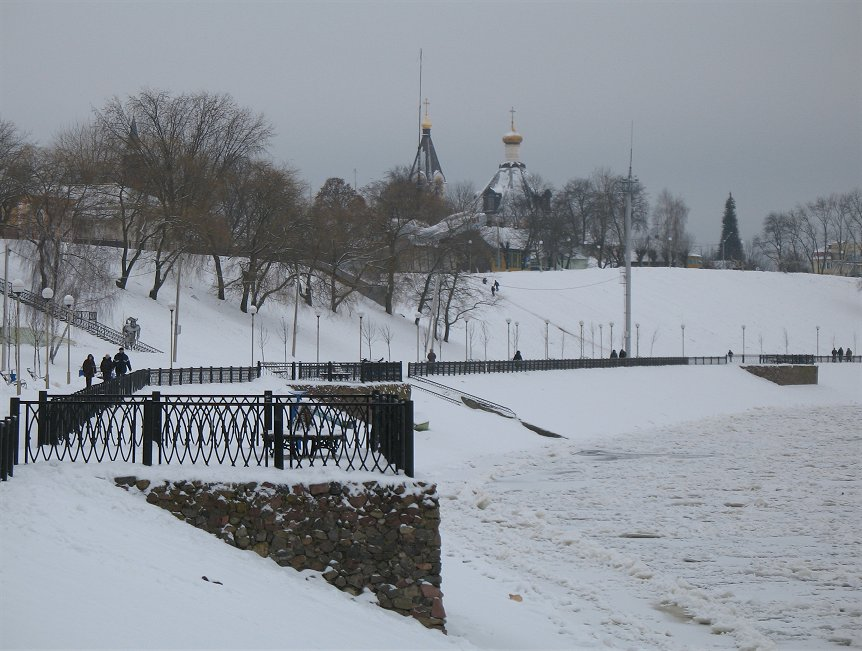
Oever van de Dnjepr